# 2-Arahidonoilglicerol
2-Arahidonoilglicerol (2-AG) je endokanabinoid, endogeni agonist CB1 receptor. On je estar formiran od omega-6 masne kiseline arahidonske kiseline i glicerola. On je prisutan na relativno visokim nivoima u centralnom nervnom sistemu, gde ispoljava kanabinoidne neuromodulatorne efekte. On je sastojak goveđeg i ljudskog mleka. Ova hemikalija je privi put opisana 1994-1995, mada je otkrivena pre toga. Aktivnosti fosfolipaze C (PLC) i diacilglicerol lipaze (DAGL) posreduju njegovo formiranje. 2-AG se sintetiše iz diacilglicerola (DAG) koji sadrže arahidonske kiselinu.

## Literatura
- Dinh TP; Carpenter D; Leslie FM;  . (2002). „Brain monoglyceride lipase participating in endocannabinoid inactivation”. Proceedings of the National Academy of Sciences of the United States of America. 99 (16): 10819—24. PMC 125056 . PMID 12136125. doi:10.1073/pnas.152334899.